# ¡Espías!
¡Espías! es una historieta de la serie de Mortadelo y Filemón creada en el año 2012 por el historietista español Francisco Ibáñez.

## Trayectoria editorial
Se publicó en formato de álbum en el número 153 de Magos del Humor en octubre del 2012.

## Argumento
Los espías están infiltrándose en todas las zonas del país para vender la información a los agentes enemigos. Mortadelo y Filemón deberán detener este espionaje en un restaurante de lujo, una modistería, un cuartel general militar, una granja y el propio edificio de la T.I.A.

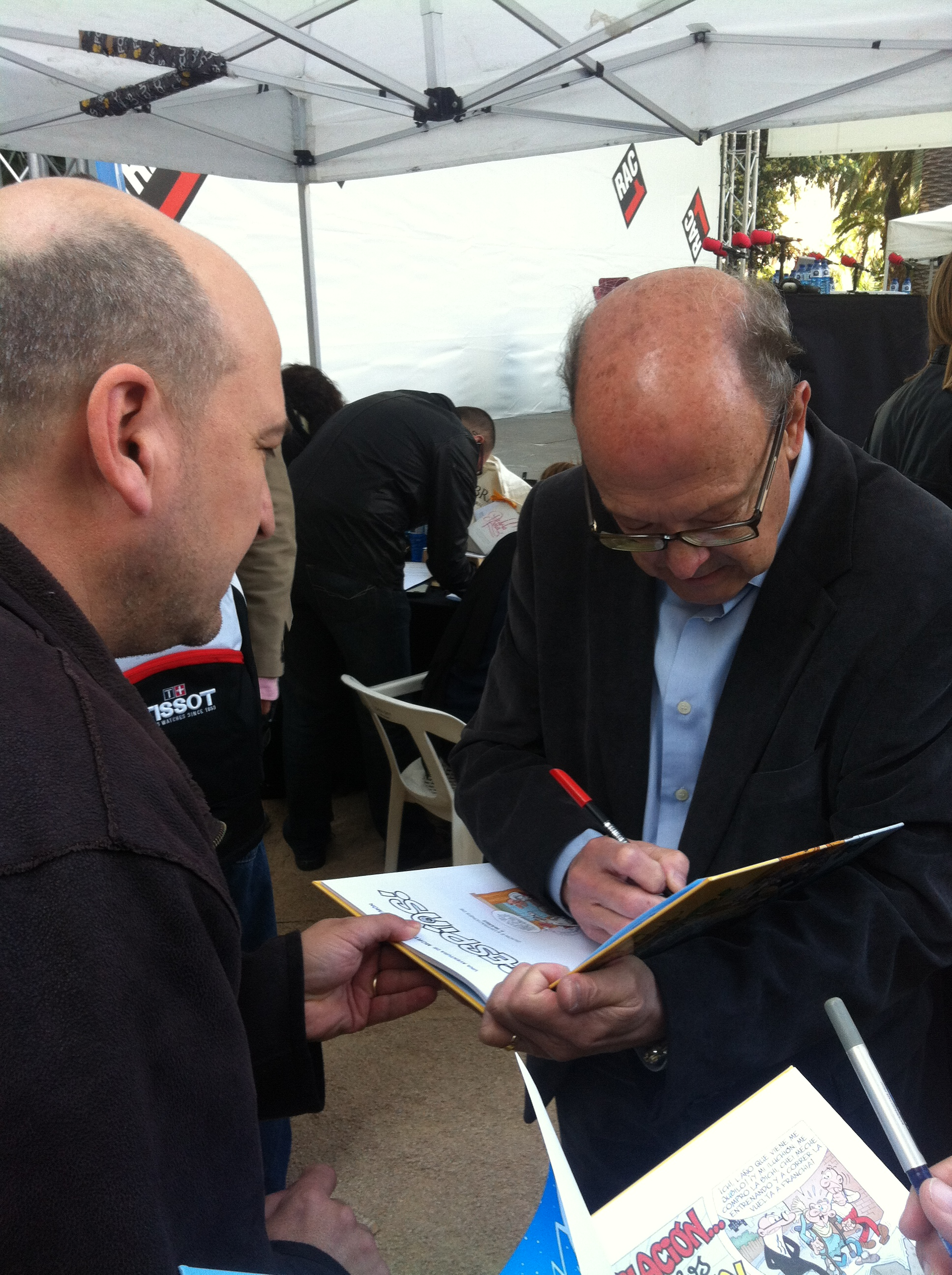
Ibáñez con un ejemplar del álbum en la edición del 2013 de la Diada.